# Rhingia binotata
Rhingia binotata är en tvåvingeart som beskrevs av Enrico Adelelmo Brunetti 1908. Rhingia binotata ingår i släktet näbblomflugor, och familjen blomflugor. Inga underarter finns listade i Catalogue of Life.